# Hotel Maury
El hotel Maury es un hotel ubicado en el centro histórico de la ciudad de Lima, capital del Perú. Es considerado uno de los hoteles más antiguo del Perú y de la costa del Pacífico.

## Historia

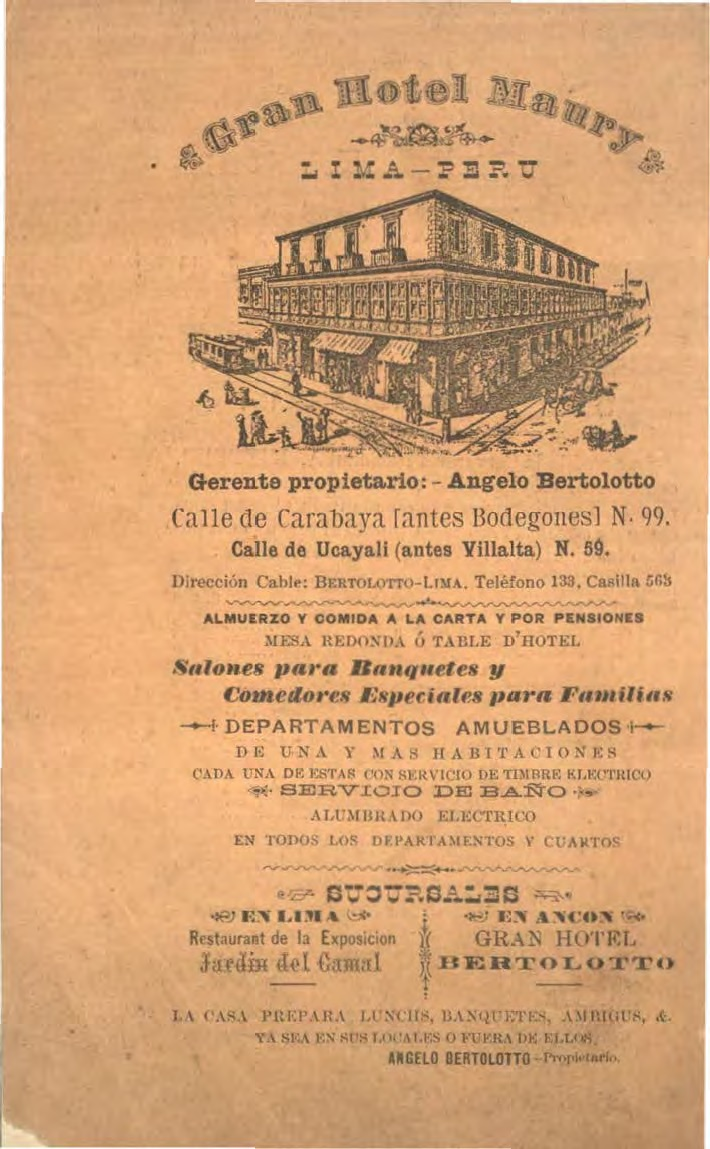
Publicidad de 1898 del Gran Hotel Maury

El hotel Maury fue inaugurado en 1835. Fundado por el comerciante francés Pedro Maury, se creó como una posada para viajeros que transitaban por Lima. Está ubicado en la cuadra 3 del jirón Carabaya, a una manzana de la plaza de armas de la capital.
Gracias a que su propiedad pasó a manos del chileno de apellido Lecaros, el hotel no fue saqueado durante la ocupación de Lima por parte del ejército de dicho país, cuando el Perú se enfrentó a Chile en la Guerra del Pacífico.
Su propiedad fue transferida a Antonio Bergna tras su compra. En 1954 el edificio fue demolido, de 45 habitaciones, y la reconstrucción estuvo a cargo del arquitecto limeño Héctor Velarde y el ingeniero Adolfo Carozzo. El nuevo edificio cuenta con cinco plantas. Posteriormente fue nuevamente remodelado y reinaugurado en febrero del año 2000.

### Bar y restaurante
El bar y restaurante del hotel fueron populares por su cocina y servicio. Los propietarios también eran dueños del restaurante del parque de la Exposición, el del Jardín del Camal, y el hotel de Ancón.
El bar del hotel se hizo conocido por su pisco sour. La bebida fue inventada en el bar Morris, pero la receta fue mejorada en el bar de este hotel. También en el establecimiento original fue creado otro cóctel a base de pisco, el ponche de los libertadores. Es junto con el hotel Bolívar y la Casa Tambo, parte de la «ruta del Pisco Sour en el Centro de Lima».